# Scania Truck Driving Simulator
Scania Truck Driving Simulator: The Game — компьютерная игра в жанре симулятора водителя-дальнобойщика с элементами экономической стратегии. Разработана чешской компанией SCS Software.

## Игровой процесс
Игра позволяет игрокам управлять лицензированным крупнотоннажным грузовиком Scania R в пяти различных режимах игры. Так, режим водительских прав включает в себя различные испытания, такие как парковка и маневрирование со стандартным прицепом, что позволяет игрокам улучшить свои базовые навыки вождения грузовика. 
Режим соревнований имитирует чемпионат Young European Truck Driver от Scania, где игроки могут принимать виртуальное участие в соревнованиях по отдельным классам. 
Режим Dangerous Drives (рус. «Опасные поездки») предлагает множество сценариев для проверки способностей игроков в управлении грузовиком, начиная от езды по обрывам и заканчивая выездом задним ходом с прицепом с парковки. 
Режим вождения в свободной форме предоставляет игрокам две большие карты — одна из них является испытательным полигоном Scania в Сёдертелье, а другая — вымышленным европейским городом. И то, и другое позволяет игрокам выполнять поездки в стиле Euro Truck Simulator 2. 
Режим Time Reaction Test (рус. «Тест на скорость реакции») предназначен для проверки реакции игроков при возникновении чрезвычайных ситуаций в четырёх различных сценариях. Игра также содержит несколько видеоклипов и фотографий, рассказывающих об успехах производителя Scania в самых разных областях.

## Разработка и выпуск
Игра была анонсирована в апреле 2012 года в блоге разработчика игр SCS Software. Игра была разработана на собственном игровом движке Prism3D и обладает официальной лицензией чемпионата Scania Young European Truck Driver, позволяя игрокам управлять высокодетализированным тяжёлым грузовиком Scania линейки PRT.
Игра была выпущена 8 июня 2012 года в Европе издательством Excalibur Publishing, а позже стала доступна в Steam после прохождения Steam Greenlight.

## Рецензии и оценки
Игра получила положительные отзывы критиков.
Дастин Томас из GamingShogun похвалил как графику, так и звук игры, но раскритиковал сложность игры. 
DaRipp3r из PixelPerfectGaming оценил игру на 4 балла из 5, заявив, что вождение в опасных местах и выполнение различных задач будет действительно познавательным для тех, кто ищет карьеру в автомобильной промышленности и индустрии транспортировки товаров.

## Признание
Scania Truck Driving Simulator, наряду с некоторыми «родственными» играми, также разработанными SCS Software, нередко входит в списки лучших игр, составляемые профильными изданиями.